# The Children of Green Knowe
The Children of Green Knowe è una miniserie televisiva del 1986, diretta da Colin Cant e tratta dal romanzo omonimo di Lucy M. Boston.
Trasmessa dalla rete televisiva BBC1 dal 26 novembre al 17 dicembre 1986, la miniserie è interpretata da Alec Christie, Daphne Oxenford e Polly Maberly.

## Trama
Invitato dalla bisnonna a trascorrere le vacanze di Natale nella sua remota casa di campagna nota come "Green Knowe", Tolly comincia ben presto ad incontrare quelli che sembrano essere gli spiriti di tre bambini che vissero nella casa durante il regno di Carlo II.

### Episodio Uno
Mentre sta mangiando nella sala da pranzo di un collegio, Tolly viene chiamato dalla signorina Spud, la padrona di casa, che desidera parlare con lui in privato. La donna informa il ragazzino di aver ricevuto una lettera nella quale la sua bisnonna lo invita a trascorrere le vacanze di Natale con lei. Tolly, orfano madre e col padre in Birmania, è felice di accettare l'invito per evitare di rimanere, come sempre accade, a scuola durante le vacanze scolastiche. Per raggiungere Old Green Know, dove vive la bisnonna, Tolly è costretto a viaggiare in treno da solo. Sceso alla stazione di Penny Soaky, Tolly attende per ore che qualcuno venga a prenderlo. Quando è ormai buio giunge finalmente un autista che lo deve condurre fino a "Green Noah", la dimora della sua bisnonna. A metà viaggio però l'auto si impantana perché il fiume, che scorre vicino alla proprietà, è straripato. A recuperare Tolly giunge il signor Boggis in barca e sarà lui a portarlo fino alla dimora.
La bisnonna - Mrs. Oldknow - è molto contenta di vederlo e del fatto che porti il nome di suo nonno. Alla fine Tolly viene condotto nella sua stanza. Quando chiede a sua nonna se ci sono altri bambini, lei risponde che ci sono ma possono venire solo quando vogliono. Non gli parla più dei bambini e cambia rapidamente argomento. Tolly vede un piccolo topo di legno e sua nonna gli dice che apparteneva a Toby. Tolly si mette a letto mentre la nonna carica l'orologio. Mentre esce dalla camera da letto si gira verso di lui e gli dice "bentornato a casa". Tolly presto si addormenta e sogna una barca che rema sull'acqua con qualcuno che sta gridando a lui.
La mattina dopo, a colazione, Tolly chiede alla nonna circa il quadro sul muro che raffigura dei bambini. La donna afferma che sono Toby, Alexander e Linnet. Mentre Tolly gioca col topo di legno arriva il signor Boggis per avvisare che l'acqua sta scendendo. L'uomo nota che Tolly assomiglia molto a suo nonno. La nonna lo chiama erroneamente Toby.
Mentre è nelle stalle con Tolly, Boggis racconta al ragazzo di come era la proprietà quando c'erano ancora i cavalli.
Mentre curiosa per le stalle Tolly trova un pezzo di legno con sopra inciso il nome "Feste". Boggis gli dice che era il cavallo di Toby e che, a quanto pare, a volte la notte si sente ancora la sua presenza nelle stalle. Prima di rientrare a casa Tolly lascia un paio di zollette di zucchero nella stalla sopra il pezzo di legno. Mentre sta prendendo il tè con la nonna, Tolly le chiede del cavallo di Toby.  La donna gli dice che il cavallo di Toby si chiamava Feste e che Alexander aveva un pony bianco chiamato Brucephalus. La povera piccola Linnet, tuttavia, non aveva un cavallo tutto suo e doveva cavalcare dietro sua madre o Boggis. Tolly poi chiede perché la casa si chiama "Green Noah" quando una signora sul treno ha detto che si chiama "Green Knowe". La nonna gli dice che una volta era chiamata "Green Knowe" ma che poi il nome è stato cambiato.
Quella notte, mentre è a letto, Tolly crede di sentire le voci dei bambini che sussurrano nella notte. Chiama Linnet e la sente ridere, chiede loro se lo prendono in giro e poi augura loro la buona notte e si mette a dormire.

### Episodio Due
La mattina seguente, quando Tolly si sveglia, tutte le acque erano scomparse ed un grosso pesce sta ancora svolazzando sull'erba. Tolly cerca di raccoglierlo senza riuscirci perché troppo scivoloso. Chiama il signor Boggis che raccoglie il pesce e lo getta nello stagno. Boggis gli dice che il pesce si chiama Neptune, che ha più di 100 anni e che il padrone Toby era solito nutrirlo con il pane. Improvvisamente Tolly sente una musica nell'aria e va in cerca di chi la sta suonando. Si dirige verso alcuni edifici in rovina, ma appena è arrivato la musica si interrompe. Girando per i boschi e per i campi alla ricerca di qualsiasi segno del musicista si imbatte in diversi animali di pietra e di legno che potrebbero essere appartenuti a Toby. All'improvviso sente le voci dei bambini ridere e si mette a trovarli. Non essendovi però riusciuto decide di tornare a casa. Mentre prende il tè con la nonna le racconta degli animali di legno trovati ma evita di parlarle dei fantasmi che crede siano nel giardino. La nonna poi gli racconta una vecchia storia di famiglia.
La mattina dopo Tolly si sveglia quando un uccellino picchia alla sua finestra. L'uccellino ha in bocca alcune piccole fibre gialle che Tolly scopre essere le estremità di un lungo pezzo di corda che ha una grande chiave all'estremità. Tolly usa la chiave per aprire una grande cassa, poi si precipita al piano di sotto dalla nonna e la conduce in camera sua per mostrarle ciò che ha scoperto. All'interno della cassa trovano un vecchio flauto di legno, vecchi libri, un gioco del domino e un vecchio collare appartenente a Toby. Trovano anche trovato alcune vecchie bambole di Linnet che erano state riportate da uno dei viaggi del Capitano Oldknows. Trovano inoltre anche la vecchia spada di Toby.
La nonna si intristisce perché finalmente si rende conto che Toby e gli altri sono morti. Apprendiamo così che l'intera famiglia è morta durante la Grande Peste. A quanto pare i Boggis andarono a Londra per affari e quando tornarono riportarono la malattia con sé. Toby, Alexander, Linnet e la loro madre morirono tutti lo stesso giorno. Morì anche il piccolo Boggis. Rimase solo la vecchia nonna.
Tolly esce nel vecchio fienile e sente di nuovo delle voci ma ancora non riesce a trovare i bambini. Sale in alto nella stalla ma i bambini non si riveleranno. Tolly non è molto contento di questo. Inseguendo le voci dei bambini nel bosco si ritrova alla fine verso un piccolo molo. Giratosi in cerca delle voci, vede improvvisamente un vecchio enorme albero che sembra essere molto malvagio. Sconvolto Tolly scappa rapidamente mentre inizia a nevicare. Nel sottobosco si vedono due bambini (Linnet e Alexander) che guardano Tolly da lontano.